# Cleopa David Msuya

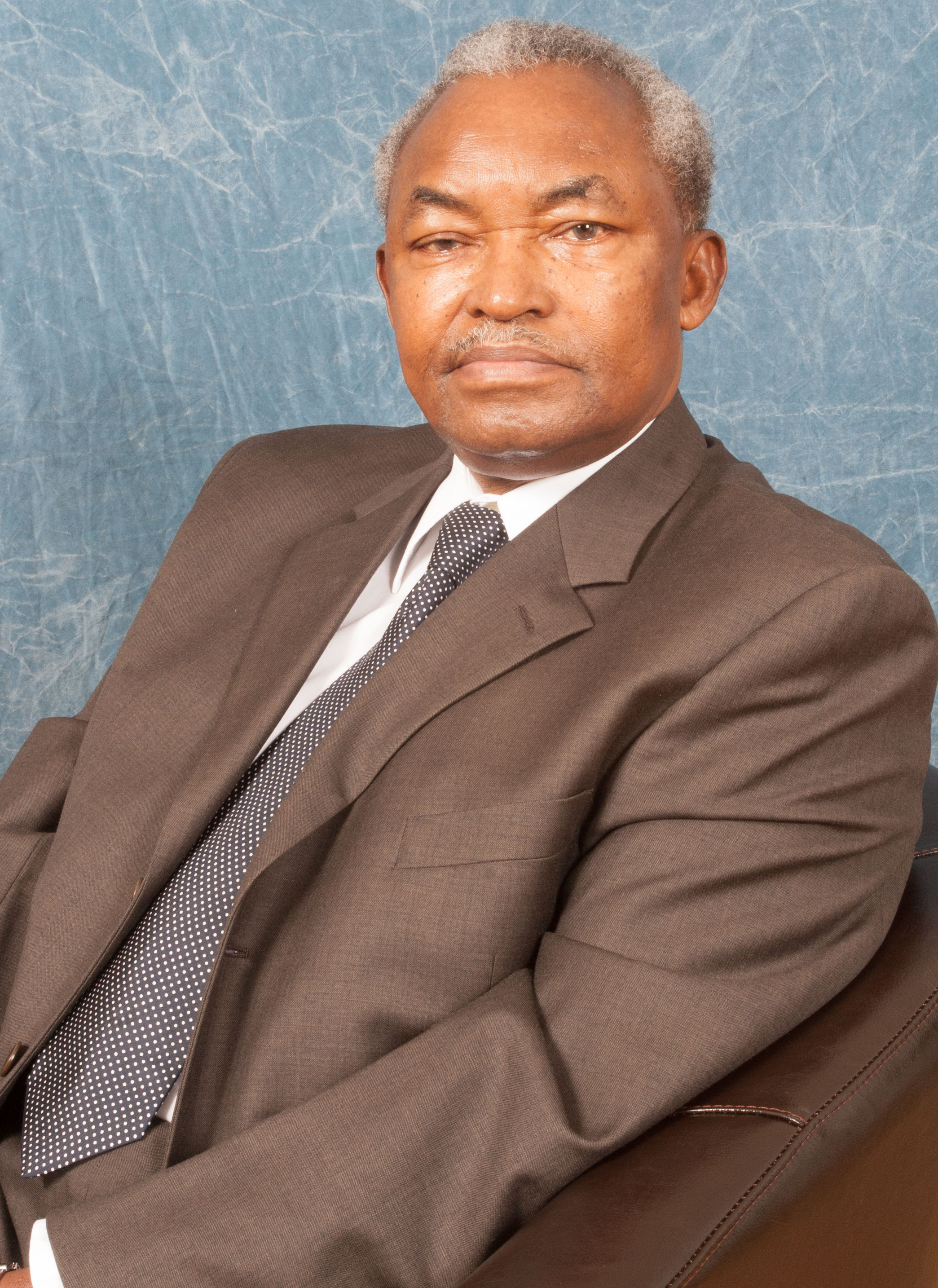
Cleopa David Msuya (2009)

Cleopa David Msuya (* 4. Januar 1931 in der Kilimandscharo-Region, Tanganjika; † 7. Mai 2025 in Daressalam) war ein tansanischer Politiker. Er war der dritte Premierminister von Tansania vom 7. November 1980 bis zum 24. Februar 1983 und erneut vom 7. Dezember 1994 bis zum 28. November 1995. Von 1994 bis 1995 war er außerdem Vizepräsident seines Landes.

## Leben
Msuya wurde in Chomvu, Usangi, im Bezirk Mwanga in der Kilimanjaro-Region geboren. Er besuchte von 1952 bis 1955 das Makerere University College und arbeitete von 1956 bis 1964 in der sozialen und kommunalen Entwicklung in ländlichen Gebieten.
Ab 1964 war er Ständiger Sekretär in einer Reihe von Ministerien: Von 1964 bis 1965 war er Staatssekretär im Ministerium für Gemeindeentwicklung und Kultur, von 1965 bis 1967 im Ministerium für Landsiedlung und Wasserentwicklung, von 1967 bis 1970 im Ministerium für Wirtschaft und Planung und von 1970 bis 1972 im Finanzministerium.
Am 18. Februar 1972 wurde er Finanzminister, bis er am 3. November 1975 Industrieminister wurde. Nach fünf Jahren als Industrieminister wurde er im November 1980 Premierminister und übte dieses Amt bis Februar 1983 aus. Danach, von Februar 1983 bis Dezember 1990 war er erneut Finanzminister, wobei vom 6. November 1985 bis März 1989 die Ressorts Wirtschaft und Planung dazugehörten. Von März 1990 bis Dezember 1994 war er Minister für Industrie und Handel und im Dezember 1994 wurde Msuya zum zweiten Mal Premierminister sowie gleichzeitig Vizepräsident. Ab den Wahlen im November 1995 war er erneut Mitglied der Nationalversammlung und diente die Legislaturperiode als Hinterbänkler. Am 29. Oktober 2000 trat er in den Ruhestand.
Nach seiner Pensionierung war Msuya im Chama Cha Mapinduzi (CCM) aktiv und ab 2006 Mitglied des Nationalen Exekutivkomitees der CCM. Ab 2006 war er auch Vorsitzender des Kilimanjaro Development Forum. Am 23. Oktober 2019 wurde Cleopa Msuya im Alter von 88 Jahren vom Präsidenten der Vereinigten Republik Tansania zum Kanzler des Ardhi-Instituts ernannt.
Cleopa David Msuya starb am 7. Mai 2025 im Alter von 94 Jahren in Daressalam.